# Каменка 1 (стоянка)
Каменка 1 — стоянка эпохи позднего палеолита, место сезонного проживания крупного охотничьего коллектива с конца лета — осени до начала зимы. Приблизительный возраст стоянки составляет 30—49 тыс. лет до н. э. Открыта в 1988 году в Заиграевском районе Республики Бурятии в районе села Новая Брянь.
C 1989 года по 1995 год археологические раскопки на памятнике проводил Бурятский институт общественных наук СО РАН под руководством археолога Л. В. Лбовой. В 2018 году Институт эволюционной антропологии Общества Макса Планка в образцах отложений, собранных Томасом Хайэмом в двух культурных слоях стоянки, нашёл следы ДНК лошади и шерстистого носорога, следов ДНК человека не обнаружено.
Стоянка разделяется на несколько комплексов по наличию и типу каменных артефактов: Каменка-А — пластинчатая техника изготовления орудий, относящиеся к толбагинской культуре, Каменка-Б — техника изготовления орудий на отщепах, относится к куналейской культуре и Каменка-С — смешанный тип. Представленные на Каменке 1 две линии развития каменного инвентаря прослеживаются в Забайкалье вплоть до позднего этапа верхнего палеолита, пока эти два направления не сходятся в единое русло.
Каменка-А состоит из двух хозяйственно-бытовых комплексов — восточного и западного, которые разделяются «пустым» пространством с редкими находками и бессистемным скоплением глыб камней. Предполагаемая площадь комплекса не менее 500 м², раскопано на площади 210 м². Последние радиоуглеродные исследования датируют комплекс А возрастом от 49 до 41 тыс. лет назад.
Каменка-Б в самом начале раскопок никак не выделялась, лишь при продолжении работ в 1993 году было установлено существование этого отдельного самостоятельного комплекса. Площадь раскопа составила 80 м². Представлен артефактами куналейской культуры: продукты расщепления различных технологий обработки камня, с преобладанием изделий на отщепах. Каменка-Б датируется в промежутке 28060±475—28815±150 тыс. лет назад.
Каменка-С была выделен из комплекса А по результатам раскопок. Представляет собой четыре скопления находок, которые расположены примерно на равном расстоянии друг от друга (1,5—2 м) по линии с северо-востока на юго-запад. Датируется 30220±270 тыс. лет назад.
Орудия, найденные на стоянке, изготавливались из сырья, которое доставлялось из месторождений Мухор-Тала, расположенных в 60 км от памятника на восток. Коллекция находок сформированных в результате раскопок Л. В. Лбовой на Каменке 1 хранится в Музее Бурятского научного центра СО РАН. Стоянка относится к палеолитическим горизонтам Брянского района.
Памятник является объектом культурного наследия России федерального значения.

## Географическое положение
Памятник расположен в 3,5 км на северо-восток от села Новая Брянь Заиграевского района Республики Бурятии, или в 58 км на юго-восток от города Улан-Удэ, в центральной части Новобрянской впадины, справа на 18-й км трассе в село, в карьере на юго-востоке горы Каменка, на расстоянии двух км от берега реки Брянки бассейна реки Уда. В 17 км от стоянки на юго-востоке располагается позднепалеолитическая стоянка — Варварина Гора, а в 95 км также на юго-восток — Толбага.

## История исследований
Стоянка древнего человека открыта местными жителями в 1988 году при разработке карьера песка возле горы Каменка. C 1989 года по 1995 год на стоянке регулярно проводились археологические раскопки археологическим отрядом Бурятского института общественных наук СО РАН под руководством археолога Л. В. Лбовой. Во время раскопок была поставлена траншея (I) и три основных шурфа (II, III, IV), расположенных на приблизительной площади в 233 м². Основные находки-артефакты были обнаружены в трёх последних шурфах. В 1992 году в шурфе IV были обнаружены артефакты и скопления костей, из которых был выделен комплекс А. В шурфе III был обнаружен комплекс C. Комплекс Б не имел чёткой пространственной структуры. В 1993 году комплекс А был дополнительно задокументирован в шурфе II, где удалось обнаружить неглубокую яму с костями и артефактами, полукруглую каменную конструкцию, скопление костяных орудий и украшений. В этой области комплекс Б состоял всего из нескольких артефактов.
В 2010 году памятник был обследован археологическим отрядом Бурятского научно-производственного центра по охране и использованию памятников истории и культуры под руководством Б. А. Базарова.
Летом 2018 года археолог Том Хайэм собрал образцы отложений в двух культурных слоях стоянки Каменка 1. Работы проводились для проверки возможности извлечения в грунте древней осадочной человеческой ДНК в археологических памятниках верхнего палеолита Сибири. С трёх посещённых стоянок — помимо стоянки Каменка 1, подобные работы проводились на поселениях Варварина Гора и Хотык — Т. Хайэмом было собрано 132 пакета с землёй. Позднее эти пакеты были переданы в Институт эволюционной антропологии Общества Макса Планка, где начали поиск мтДНК любых млекопитающих в образцах. В результате были найдены ДНК лошади и шерстистого носорога, следов ДНК человека не было обнаружено.
Памятник археологии Каменка 1 состоит на государственной охране в соответствии с Постановлением Правительства Республики Бурятия № 242 от 9 июля 1996 года. В едином государственном реестре объектов культурного наследия (памятников истории и культуры) народов Российской Федерации приказом Министерства культуры РФ № 111559-р от 3 октября 2017 года стоянка Каменка 1 зарегистрирован как объект культурного наследия федерального значения «Новая Брянь. Поселение — 1. Каменка — 1», с присвоением ему регистрационного номера 031740896200006.

## Стоянка
Памятник представлен несколькими культурными слоями, по более поздним эпохам выделяют пять горизонтов: 1 — железный век, 2—4 — палеометалл, 5 — неолит, расположенных от 7 до 30 м над уровнем реки Брянки. Шестой и седьмой геологические слои, относящиеся к плейстоцену, включают культурные слои верхнего палеолита. Расположены они от 2—3 до 5 м над уровнем реки. Интерпретация восьмого слоя затруднена. Первый слой в начале раскопок представлял собой бульдозерный навал, вскрытый при подготовке карьера к добыче песка мощностью 0,5 м. Особенность памятника заключается в том, что делювиальные культуросодержащие отложения перекрыты мощным эоловым чехлом — 10—12 м.
На стоянке выделяют несколько комплексов по наличию и типу каменных изделий: комплекс А (Каменка-А) — пластинчатая техника изготовления орудий, комплекс Б (Каменка-Б) — техника изготовления орудий на отщепах и комплекс С (Каменка-С) — смешанный тип, объединяющий ряд переотложенных на низших уровнях фаунистических остатков и артефактов. Находки пластинчатого инвентаря наблюдались в отложениях шестого стратиграфического слоя, в нижележащем седьмом стратиграфическом горизонте уже находились находки связанные с техникой отщепа.
Представленные на Каменке 1 две линии развития каменного инвентаря прослеживаются в Забайкалье вплоть до позднего этапа верхнего палеолита, пока эти два направления не сходятся в единое русло. Памятники с пластинчатой индустрией относят к толбагинской культуре (куда входит, например, стоянки Толбага, Варварина Гора, Баин, Мастерова Гора, Арта-2, Арта-3, Подзвонкая и др.), а комплексы с преобладанием отщепов к куналейской культуре (стоянка Куналей, Читкан). По опубликованным данным, комплексы Варварина гора, Хотык, Подзвонкая и Барун-Алан 1 (слой 7) характеризуются сопоставимыми типотехнологическими компонентами, если не схожей сборкой инвентаря.
Пластичное сырье, для изготовление орудий, доставлялось из местонахождений Мухор-Тала, расположенных в 40-60 км от стоянки по реке на восток, о чём свидетельствует факт переноса окремнелых туфов — единственное свидетельство зарождения практики дальней доставки сырья на раннем этапе верхнего палеолита. Это уникальный факт для средней и ранней поры верхнего палеолита Центральной Азии, что транспортировка сырья производилась с такого удаленного месторождения. В таких стоянках как Денисова пещера и Карам-Бом также встречались орудия из сырья, добываемого с месторождений находящихся на расстоянии в 50-100 км, но в отличие от Каменки 1, где таких орудий была основная часть, здесь они были единичны. Мухор-таллинское пластичное сырьё было высококачественным — отличалось малым количеством внутренних трещин, что позволяло делать из них удлиненные сколы правильной формы.
Незавершённость планиграфических полевых исследований не позволяет сделать определённые выводы в отношении выявленных комплексов. По мнению археолога А. В. Константинова, необходимо проводить дальнейшие исследования и «разворачивать» раскоп в сторону уходящих в его стенки камней и выявлять границы комплексов, а также чётко определить очаги и углисто-золотистые пятна. Кроме того, по его мнению, в комплексе А, возможно, был выявлен фрагмент жилища. Л. В. Лбова отмечала, что геологические особенности залеганий культурных слоёв позволяют проводить достаточно корректные реконструктивные построения. Открытие комплекса Б, в котором отражались основные черты открытой ранее стоянки Куналей, позволили выделить ещё одну культуру начала позднего палеолита, которая получила название «куналейская», куда помимо Куналея и Каменки (комплекс-Б), включили стоянку Фомичево, где также были выявлены артефакты каргинского педокомплекса. Вместе с поселениями Варварина Гора и Мухор-Тала Каменка 1 отнесена исследователями к палеолитическим горизонтам Брянского района.
Первоначально, по итогам работ в 1990—1991 годах, возраст верхнего шестого геологического слоя датировался 28060±475 тыс. лет назад, относя к позднекаргинскому возрасту, возраст седьмого слоя датировался — 35845±695 тыс. лет назад — каргинское время. Позднее, после пересмотра геоморфологического положения находок в культурных горизонтах, пластинчатый комплекс А стали определять датами между 31060±530—35845±695 тыс. лет назад, а комплекс Б между 28060±475—28815±150 тыс. лет назад, для комплекса С — 30220±270 тыс. лет назад. Таким образом, индустрия с техникой отщепа является более поздней по отношению к пластинчатому инвентарю, но стратиграфическая ситуация местоположения находок не ясна, а для некоторых находок пластинчатой коллекции получена и очень «молодая» дата — 24625±190 тыс. лет назад. В 2009 году комплекс А, опираясь на серию открытых хронологически и стратиграфически близких комплексов, оценивался в пределах 35 — 40 тыс. лет назад. Последние радиоуглеродные исследования на 2019 год датируют комплекс А возрастом от 49 до 41 тыс. лет назад, возможно, временем одного из «умеренных событий», которое следует за холодным событием Хайнриха 5, и относится к исходному или раннему этапу верхнего палеолита.
По мнению Л. В. Лбовой, палеонтологический анализ костного материала и особенности планиграфии позволяют рассматривать памятник как место сезонного проживания крупного охотничьего коллектива с конца лета — осени до начала зимы. Точных данных когда первый человек
появился в бассейне озера Байкал не установлено, но по хронологической и технологической близости поселений, расположенных в бассейне реки Селенги (Толбага, Варварина Гора, Каменка, Хотык-3, Подзвонкая), можно предположить, что человек смог адаптироваться к окружающей среде.
В апреле 2019 года Институтом эволюционной антропологии Общества Макса Планка в десяти образцах грунта, собранных Томом Хайэмом летом 2018 года, были обнаружены несколько сегментов древней ДНК, принадлежавших лошади и шерстистому носорогу. Следов ДНК человека ни в одном из 42 образцов отложений со стоянки обнаружить не удалось.
Коллекция находок сформированных в результате раскопок Л. В. Лбовой на Каменке 1 хранится в Музее Бурятского научного центра СО РАН. Среди находок, например, есть фрагмент браслета и диадемы из бивня, подвески, бусины из камня, бусины-пронизки из кости птицы, свистки с орнаментом и т. п. В коллекции костяных изделий из Каменки А, особо отмечается цилиндрическое изделие, интерпретируемое исследователями как свисток, с длиной 2,5 см и диаметром 1 см, изготовленное из фрагмента трубчатой кости гуся. На поверхности инструмента на торцах имеются технологические нарезки по всей длине окружности. Вся поверхность заполирована. Наблюдаются также два ряда параллельных насечек перпендикулярно друг другу.
Среди палеонтологических остатков доминируют кости дзерена, затем лошади и шерстистого носорога, в то же время кости мамонта, косули, медведя представлены в единичных экземплярах. Кроме того фауна на поселение была представлена фоссилиями сурка, волка, лисицы, кулана (указывается в списках териофауны, но нет никаких доводов, что обнаруженные остатки действительно принадлежали ему), верблюда (найдены остатки одной особи, предположительно верблюда Кноблоха; Н. П. Калмыков ставит под сомнение, что эти остатки принадлежали верблюду), бизона, горного барана, пантеры, гигантского оленя, барана-аргали, кяхтинского винторога.

### Комплекс А
Комплекс А (5—7 м над уровнем реки) представляет собой два хозяйственно-бытовых комплекса — восточный и западный — разделённые «пустым» пространством (7—8 м) с редкими находками и бессистемным скоплением глыб камней. «Пустое» пространство изучено полосой размером 3×6 м. Хозяйственно-бытовые комплексы включают зоны очагов, сведений о которых не представлено, кроме очага в восточном хозяйственно-бытовом комплексе, с приуроченными к ним зонами концентрации находок; каменные конструкции (причём нет данных о скоплениях камней, которые бы оконтуривали комплекс с северо-восточной стороны); кострище и зону активного хозяйствования. Предполагаемая площадь комплекса не менее 500 м², раскопано на площади 210 м². Мощность комплекса небольшая, всего 3—5 см, в ямах до 30 см.
Восточный хозяйственно-бытовой комплекс (40 м²) представлен скоплением нерасчленённых частей животных, расположенных полосой шириной два метра с юго-востока на северо-запад (предположительно, это место разделки туш), очагом, кладом, который был открыт самым первым в 1989 году и располагался на расстояние 1,5 м на восток от кострища. Клад представляет собой скопление готовых орудийных форм и нуклеусов и двумя частично вскрытыми разреженными кладками. Кострище расположено полосой от очага с боковой обкладкой, представлено черепами и конечностями лошади, бизона, барана и других животных. Фаунистические находки представлены также костями кабаллоидной лошади, барана-аргали, кулана, шерстистого носорога, бизона, дзерена. В шести метрах восточнее кострища зафиксирована кольцевая кладка, похожая конструкция диаметром три метра располагалась в северной части раскопа.
Западный хозяйственно-бытовой комплекс (70 м²) отличался сложной структурой и состоял из десяти зон концентрации находок в виде рабочих мест по обработке кости, дерева, камня и производства минеральных красок. Установлен факт близости рабочих мест по обработке камня и кости с местом растирания минеральных красок. Л. В. Лбова выделяла две функциональные зоны: первая, находящееся в северо-восточной, центральной и южной частях комплекса — для производства костяных изделий, вторая в западной части комплекса — для их использования. Зафиксировано пять зон площадью 2—3 м² где плотность находок составляла до 100 артефактов, также есть ещё две зоны, где плотность находок уже доходило до 150 артефактов на один квадратный метр. В южной части комплекса была обнаружена дугообразная конструкция из сложенных крупных глыб, которые были плотно подогнаны друг к другу. К внешней стороне конструкции примыкали фаунистические остатки, в том числе кости лошадей, горного барана, бизона, шерстистого носорога и кости нетипичных представителей фауны этих мест: пантеры, верблюда и гигантского оленя. Во внутренней части конструкции находки практически отсутствуют.
По мнению А. В. Константинова, на участке изучен лишь фрагмент сложного комплекса. С северо-западной и юго-восточной стороны он должен иметь продолжение, поскольку найденные здесь находки уходили в стенку раскопа. К тому же не был изучен северный участок между западным и восточным хозяйственно-бытовым комплексом, и там может оказаться, что он не будет представлять «пустое» пространство — на это, по его мнению, может указывать разворот каменной выкладки в северной части восточного хозяйственно-бытового комплекса в сторону западного хозяйственного-бытового комплекса.
В данном комплексе в коллекции каменного инвентаря доминирует техника пластинчатого расщепления, даже среди отходов производства — 60,7 % по сравнению с отщепами. Всего коллекция артефактов насчитывает 1622 экземпляра, из которых орудийный набор составляет 424 экземпляра, орудия из камня — 362 экземпляра, орудия из кости — 62 экземпляра. Характерной чертой является наличие фасетированных площадок различного контура на орудиях. Во вторичной обработке преобладает краевое дорсальное ретуширование мелкой и среднефасеточной ретушью. Среди инструментов преобладают остроконечные орудия.
К артефактам с первичной обработкой относят нуклеусы (41 экземпляр), гальки со следами сколов (9 экземпляров), осколки и обломки (233 экземпляра, из них 171 кусочек гематита со следами использования), сколы (929 экземпляров). Артефакты со вторичной обработкой (краевое ретуширование, фрагментация, сверление и т. п.) включают орудийный набор из камня (362 экземпляра): остроконечники и острия (47 экземпляров), левалуазские остроконечники (9 экземпляров), острия (20 экземпляров), ножи (71 экземпляр), фрагменты ножевидных орудий (21 экземпляр), скребковые формы (36 изделий), резцы (21 экземпляр), проколки (13 экземпляров), выемчатые орудия (22 экземпляра), зубчатые орудия (20 экземпляров), долотовидные орудия (14 экземпляров), комбинированные орудия (31 экземпляр), сколы с ретушью (99 экземпляров, что составляет примерно треть орудий, представительство пластин и отщепов примерно равно), галечные орудия (5 экземпляров).
Фаунистическая коллекция насчитывает около 4000 экземпляров, среди которых представлены дзерен, лошадь, баран-аргали, винторогая антилопа, шерстистый носорог, гигантский олень, бизон, верблюд, все они в основном сосредоточены возле полукруглой каменной конструкции, на краю раскопа. Фаунистические находки представлены костными остатками со следами намеренной деятельности человека — 656 экземпляров из общего числа в 1928 экземпляров, из них 407 удалось идентифицировать. Только 156 костных остатков оказалось не сломаны. Возраст костных остатков и угля по радиоуглеродному анализу датируется промежутком 28—40 тыс. лет назад.
По мнению Л. В. Лбовой, инвентарь стоянки имеет переходный характер от мустье к верхнему палеолиту. Палеолитовед Н. Д. Праслов относит его к позднему палеолиту, так как в коллекции нет мустьеподобных остроконечников, отсутствуют скребла, много пластин с ретушью, остроконечников на удлинённых пластинах, проколок, разнообразных резцов, долотовидных и комбинированных орудий, а также есть концевые скребки. Уровень залегания комплекса характеризуется достаточно тёплыми и сухими климатическими условиями и, вероятнее всего, относится к малохетскому периоду каргинского потепления.

### Комплекс Б
В начале раскопок отдельные найденные артефакты, размещённые в шестом и седьмом культурном горизонте, отнесённые позднее к комплексу Б, никак не выделялись. При продолжении работ в 1993 году было установлено существование этого отдельного самостоятельного комплекса. Комплекс Б представлен артефактами куналейской культуры: продукты расщепления различных технологий обработки камня, с преобладанием изделий на отщепах, в том числе скребков куналейского типа, угловые клювовидные проколки, зубчато-выемчатые изделия.
Площадь раскопа составила 80 м². Слой характеризуется довольно равномерным распределением находок. Нивелировочные отметки культурсодержащего слоя показали, что глубина от уровня дна карьера располагается в пределах 40—60 см или же 3—4 м над уровнем реки Брянки. Среди отходов производства отщепы составляют 91,6 %, орудий на отщепах изготовлено 73,8 % изделий, в то же время на пластинках — 0,7 %. Было обнаружено 653 экземпляра артефактов, из них орудий 72 экземпляра (11 %), каменных изделий — 68 экземпляров, орудий из кости — четыре экземпляра. Первичная обработка представлена преформами (11 экземпляров), нуклеусами (15 экземпляров), микронуклеусами (восемь экземпляров), нуклевидными обломками (14 экземпляров), сколами (515 экземпляров из которых отщепов — 472), пластинами и фрагментами — 43, осколками, обломками — 83, колотой галькой — 15. Вторичная обработка — остроконечники (два экземпляра), ножи (пять экземпляров), бифас (один экземпляр), скребки и скребла (27 экземпляров), проколки на отщепах (десять экземпляров), долотовидные орудия (пять экземпляров), выемчатые орудия (шесть экземпляров), резец (один экземпляр), сверла (два экземпляра). Скребки и скребла — доминирующий инструмент в комплексе Б, что составляет боле трети всех инструментов, выполнены они на отщепах. Фаунистические находки представлены костями шерстистого носорога (зубы), мамонта, монгольского дзерена и бизона. Возраст костных остатков по радиоуглеродному анализу датируется промежутком 28—24 тыс. лет назад.

### Комплекс С
Расположен в центральной части карьера, по гипсометрическим отметкам на уровне 1—2 м выше уровня реки. Был выделен из комплекса А по результатам раскопа в 1992 году. Представляет собой четыре скопления находок, которые расположены примерно на равном расстоянии друг от друга (1,5—2 м) по линии с северо-востока на юго-запад. Скопления представлены образованиями диаметром от 0,6 до 0,7 м и мощностью 0,2—0,25 м и состоят из битой кости и артефактов. Кости лошади, шерстистого носорога, дзерена, бизона, винторогой антилопы представлены фрагментами конечностей, рёбер, лопаток и зубами. Артефакты, представленные орудиями труда из кости и камня, а также отходами производства, были сосредоточены не только в скоплениях, часть была обнаружена разбросанной по всей площадки раскопа. Отложения комплекса характеризуются большой влажностью и глинистостью, что, по мнению Л. В. Лбовой, может объясняться низким гипсометрическим положением комплекса.

## Комментарии
1. 1 2  Техника изготовления орудий, когда основными заготовками служили средние пластины (cкол с длиной, в два и более раза превосходящей ширину, и параллельными краями[1]) и микропластинки прямого профиля и их сечения[2].
2. ↑  Вторичное, более позднее перемещение ранее отложенного (твердый материал, отложившийся в зоне современного осадкообразования и не превращенный еще в горные породы (ил, сапропель)) обломочного материала, пыльцы, культурных слоев и др. При этом меняется характер перемещенного материала (в результате окатывания, измельчения, деформации, перераспределения и т. д.)[15].
3. ↑  Окремнение — процесс обогащения горных пород кремнеземом (опалом, кристобалитом, халцедоном, кварцем) путем замещения минералов и выполнения пор, в результате образуются кремни, окремнелые известняки и другие породы[20].
4. ↑  Комбинация более или менее регулярно чередующихся мелких пятен (от одного до десятков метров) контрастно различающихся почв, связанных генетически[23].
5. ↑  Площадка с остатками следов на поверхности изделия от предыдущего снятия[45].
6. ↑  Совокупность приемов преобразования заготовки в орудие, чаще всего достигаемого при помощи ретуши, реже — посредством резцового скола, подтески, оббивки, анкоша, намеренного рассечения, желобчатого скола, подшлифовки и др[20].
7. ↑  Прием вторичной обработки, заключающийся в трансформировании края заготовки нанесением серии мелких сколов посредством удара или отжима[46].
8. ↑  Орудие с удлиненным обработанным ретушью прокалывающим кончиком[48].